# Summer of '69
"Summer of '69" é uma canção gravada pelo cantor canadense Bryan Adams em seu quarto álbum, Reckless (1984). É uma música de rock acelerada sobre um dilema entre se estabelecer ou tentar se tornar uma estrela do rock. A faixa foi escrita por Adams e seu colaborador de longa data, Jim Vallance. "Summer of '69" foi produzida por Adams e Bob Clearmountain. "Summer of '69" foi lançada em junho de 1985 pela A&M Records como o quarto single de Reckless. De acordo com afirmações posteriores de Adams, o título é uma referência à posição sexual, não ao ano, mas Vallance contesta isso.
A música foi lançada com duas faixas do lado B: "Kids Wanna Rock" e "The Best Was Yet to Come", que já haviam aparecido nos álbuns Reckless e Cuts Like a Knife, respectivamente. "Summer of '69" recebeu críticas favoráveis dos críticos musicais. O videoclipe da música, que foi filmado por Steve Barron, apresenta Adams e sua banda de apoio em uma variedade de cenários, incluindo fugir da polícia. O single teve um forte efeito nas paradas musicais internacionais. No Reino Unido, foi aclamado como um dos melhores de Adams, com seus picos mais altos sendo o número quatro nos Países Baixos e o número cinco nos Estados Unidos. Entre as canções gravadas por artistas canadenses, é a canção mais transmitida e comprada digitalmente no Canadá - entre as canções originalmente lançadas antes do início da era do download digital (aproximadamente 2005). É também a música mais tocada nas rádios canadenses entre as canções de artistas canadenses originalmente lançadas antes de 1990.

## Paradas musicais
| País/Parada (1985)                         | Melhor posição |
| ------------------------------------------ | -------------- |
| Austrália (Kent Music Report)              | 14             |
| Áustria (Ö3 Austria Top 75)                | 17             |
| Bélgica (VRT Top 30 Flandres)              | 7              |
| Canadá (RPM)                               | 11             |
| Alemanha (Offizielle Deutsche Charts)      | 62             |
| Irlanda (IRMA)                             | 18             |
| Nova Zelândia (Recorded Music NZ)          | 7              |
| Noruega (VG-lista)                         | 9              |
| Suécia (Sverigetopplistan)                 | 13             |
| Reino Unido (UK Singles Chart)             | 42             |
| Estados Unidos (Billboard Hot 100)         | 5              |
| Estados Unidos (Billboard Mainstream Rock) | 40             |